# Шаровая молния

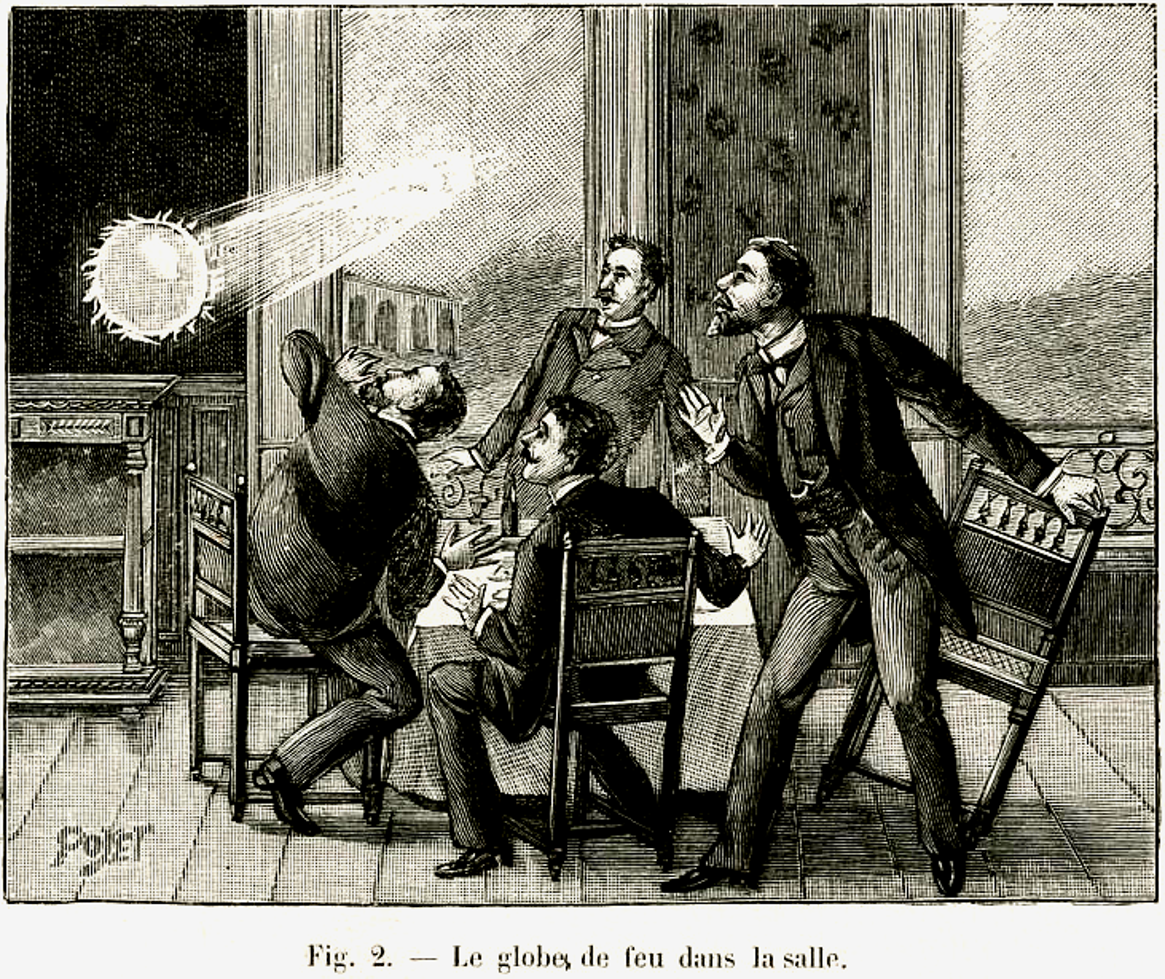
Шаровая молния на гравюре XIX века

Шарова́я мо́лния (от рус. шар) — гипотетическое природное явление, выглядящее как светящееся и плавающее в воздухе образование. Единой физической теории возникновения и протекания этого явления к настоящему времени не представлено. Существует множество гипотез, объясняющих явление, но ни одна из них не получила абсолютного признания в академической среде. В лабораторных условиях похожие, но кратковременные явления удалось получить несколькими разными способами, так что вопрос о природе шаровой молнии остаётся открытым. По состоянию на начало XXI века не было создано ни одной опытной установки, на которой это природное явление воспроизводилось бы в соответствии с описаниями очевидцев наблюдения шаровой молнии.
Шаровая молния — природное явление электрического происхождения, то есть представляет собой особого вида молнию (плазмоид), существующую продолжительное время и имеющую форму шара, способную перемещаться по непредсказуемой, иногда удивительной для очевидцев траектории.
Традиционно достоверность многих свидетельств очевидцев шаровой молнии остаётся под сомнением. Сомнения в достоверности многих свидетельств осложняют изучение явления, а также создают почву для появления разных спекулятивно-сенсационных материалов, якобы связанных с этим явлением.
По свидетельствам очевидцев, шаровая молния обычно появляется в грозовую, штормовую погоду; зачастую (но не обязательно) наряду с обычными молниями. Чаще всего она как бы «выходит» из проводника или порождается обычными молниями при их разрядах, иногда спускается с облаков, в редких случаях — неожиданно появляется в воздухе или, как сообщают очевидцы, может «выйти» из какого-либо предмета (дерево, столб).
В связи с тем, что появление шаровой молнии как природного явления происходит редко, а попытки искусственно воспроизвести его в масштабах природного явления не удаются, основным материалом для изучения шаровых молний являются свидетельства неподготовленных к проведению наблюдений случайных очевидцев. В некоторых случаях очевидцы производили фото- или видеосъёмку явления.

## Научные данные
Вплоть до 2010 года вопрос существования шаровых молний был принципиально неопровержимым. Так, в предисловии к бюллетеню Комиссии РАН по борьбе со лженаукой «В защиту науки», № 5, 2009 использовались формулировки:

Конечно, в шаровой молнии до сих пор много неясного: не желает она залетать в лаборатории учёных, оснащённые подобающими приборами.
Теория происхождения шаровой молнии, отвечающая критерию Поппера, была разработана в 2010 году австрийскими учёными Йозефом Пеером (Joseph Peer) и Александром Кендлем (Alexander Kendl) из Университета Инсбрука. Они опубликовали в научном журнале Physics Letters A предположение, что свидетельства о шаровых молниях можно понимать как проявление фосфенов — зрительных ощущений без воздействия на глаз света. Их расчёты показывают, что магнитные поля определённых молний с повторяющимися разрядами индуцируют электрические поля в нейроны зрительной коры, которые и кажутся человеку шаровой молнией. Фосфены могут проявиться у людей, находящихся на расстоянии до 100 метров от удара молнии.

Спектр шаровой молнии, вызванной ударом молнии в почву, из статьи Observation of the Optical and Spectral Characteristics of Ball Lightning

23 июля 2012 года на Тибетском плато по время линейного разряда молнии шаровая молния попала в поле зрения двух бесщелевых спектрометров, с помощью которых китайские учёные изучали спектры обычных молний. В итоге были зафиксированы 1,64 секунды свечения шаровой молнии и его спектр. Свечение явно зависело от фазы тока в проходящей рядом ЛЭП. В отличие от спектра обычной молнии, в котором в основном присутствуют линии азота, в спектре заснятого ими свечения есть линии железа, кремния и кальция, которые являются основными составляющими веществами почвы.

## Сообщения и находки очевидцев
По словам очевидцев, некоторые из них чувствовали резкий запах, видели дымный шлейф после исчезновения шаровой молнии, видели искры или видели разбрызгивание вещества с поверхности шара. 
Один из жителей Краснодарского края в 2019 году сообщил уфологам, что он 8 лет назад видел шаровую молнию, собрал оставшиеся после неё застывшие капли и сохранил их. Он отдал им свой актефакт, уфрологи провели анализы и выяснили: основной состав — соединения кислорода, кремния и алюминия, некоторое количество калия и следовые количества магния и натрия.
По словам очевидца, 19 июля 2003 года шаровая молния взорвалась в жилом помещении, рассыпав металлические шарики, которые затем были им переданы в Институт физики СО РАН в Красноярске.

## История наблюдений

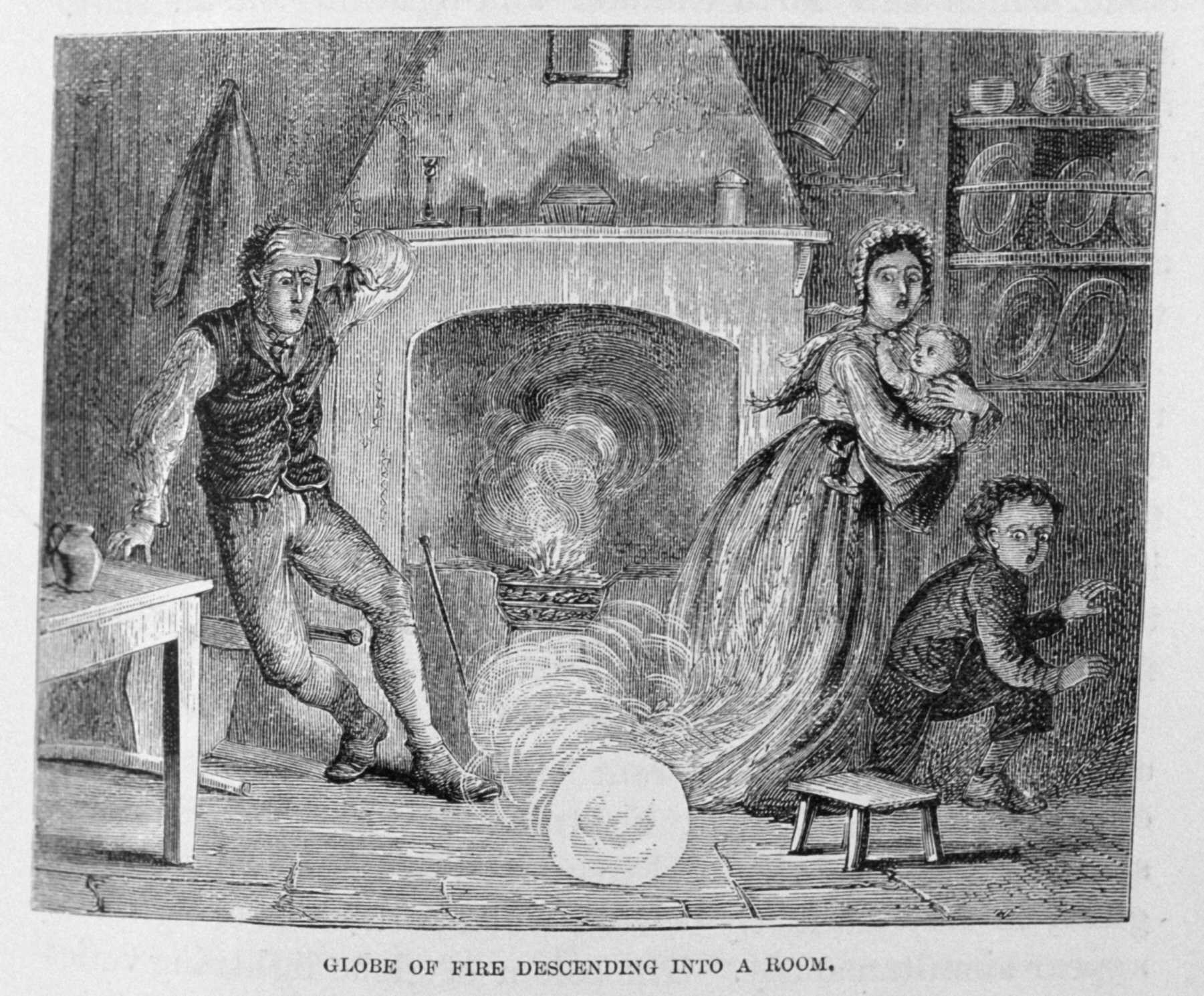

Раннее упоминание явления, подобного или представляющего собой шаровую молнию, относится к XII веку.
В первой половине XIX века французский физик, астроном и естествоиспытатель Франсуа Араго, возможно, первым в истории цивилизации произвёл сбор и систематизировал все известные на то время свидетельства появления шаровой молнии. В его книге было описано 30 случаев наблюдения шаровых молний. Статистика небольшая, и неудивительно, что многие физики XIX века, включая Кельвина и Фарадея были склонны считать, что это либо оптическая иллюзия, либо явление совершенно иной, неэлектрической природы. Однако количество случаев, подробность описания явления и достоверность свидетельств возрастали, что привлекло внимание учёных, в том числе известных физиков.
В конце 1940-х годов над объяснением шаровой молнии работал академик АН СССР Пётр Леонидович Капица.
Большой вклад в работу по наблюдению и описанию шаровой молнии внёс советский учёный И. П. Стаханов, который вместе с С. Л. Лопатниковым в журнале «Знание — сила» в 1970-х годах опубликовал статью о шаровых молниях. В конце этой статьи он приложил анкету и попросил очевидцев прислать ему свои подробные воспоминания этого явления. В результате он накопил обширную статистику — более тысячи случаев, что позволило ему обобщить некоторые свойства шаровой молнии и предложить свою теоретическую модель шаровой молнии.

### Исторические свидетельства

#### Гроза в Уидеком-ин-те-Мур
21 октября 1638 года молния появилась во время грозы в церкви деревушки Уидеком-ин-те-Мур графства Девон в Англии. Очевидцы рассказывали, что в церковь влетел огромный огненный шар порядка двух с половиной метров в поперечнике. Он выбил из стен церкви несколько больших камней и деревянных балок. Затем шар, якобы, сломал скамейки, разбил много окон и наполнил помещение густым тёмным дымом с запахом серы. Потом он разделился пополам; первый шар вылетел наружу, разбив ещё одно окно, второй исчез где-то внутри церкви. В результате 4 человека погибло, 60 получили ранения. Явление объясняли «пришествием дьявола», или «адским пламенем» и обвинили во всём двух людей, которые осмелились играть в карты во время проповеди.

#### Случай на борту судна «Монтаг»
О внушительных размерах молнии сообщается со слов корабельного доктора Грегори в 1749 году. Адмирал Чемберс на борту судна «Монтаг» около полудня поднялся на палубу замерить координаты судна. Он заметил довольно большой голубой огненный шар на расстоянии около трёх миль. Незамедлительно был отдан приказ спустить топсели, но шар двигался очень быстро, и прежде чем удалось сменить курс, он взлетел практически вертикально и, находясь не выше сорока-пятидесяти ярдов (37-46 метров) над оснасткой, исчез с мощным взрывом, который описывается как одновременный залп тысячи орудий. Верхушка грот-мачты была уничтожена. Пятерых человек сбило с ног, один из них получил множество ушибов. Шар оставил после себя сильный запах серы; перед взрывом его величина достигала размеров мельничного жернова.

#### Случай с кораблём «Уоррен Хастингс»
Одно британское издание сообщало о том, что в 1809 году корабль «Уоррен Хастингс» во время шторма «атаковало три огненных шара». Команда видела, как один из них спустился и убил человека на палубе. Того, кто решил забрать тело, ударил второй шар; его сбило с ног, на теле остались лёгкие ожоги. Третий шар убил ещё одного человека. Команда отметила, что после происшествия над палубой стоял отвратительный запах серы.

#### Описание в книге Вильфрида де Фонвьюэля «Молния и свечение»
Книга французского автора сообщает о примерно 150 встречах с шарообразной молнией: «Судя по всему, шарообразные молнии сильно притягиваются металлическими предметами, поэтому они часто оказываются у балконных перил, водопроводных и газовых труб. Они не имеют определённой окраски, оттенок их может быть разный — например, в Кётен в герцогстве Ангальт молния была зелёной. M. Колон, заместитель председателя Парижского Геологического Общества видел, как шар медленно спустился вдоль коры дерева. Коснувшись поверхности земли, он подпрыгнул и исчез без взрыва. 10 сентября 1845 года в долине Корреце молния влетела в кухню одного из домов деревни Саланьяк. Шар прокатился через всё помещение, не причиня никакого ущерба находящимся там людям. Добравшись до граничащего с кухней хлева, он неожиданно взорвался и убил случайно запертую там свинью. Животное не было знакомо с чудесами грома и молнии, поэтому осмелилось запахнуть самым непристойным и неподобающим образом. Двигаются молнии не очень быстро: некоторые даже видели, как они останавливаются, но от этого шары приносят не меньше разрушений. Молния, влетевшая в церковь города Штральзунд, при взрыве выбросила несколько маленьких шаров, которые тоже взрывались как артиллерийские снаряды.»

#### Рассуждения Брюера в 1864 году
В издании «A Guide to the Scientific Knowledge of Things Familiar» 1864 года Эбенезер Кобэм Брюер рассуждает о «шарообразной молнии». В его описании молния предстаёт как медленно движущийся огненный шар из взрывоопасного газа, который иногда спускается к земле и движется вдоль её поверхности. Также отмечается, что шары могут делиться на шары меньшего размера и взрываться «подобно пушечному выстрелу».

#### Другие свидетельства
- В серии детских книг писательницы Лауры Ингаллс Уайлдер есть отсылка к шаровой молнии. Хотя истории в книгах считаются вымышленными, автор настаивает на том, что они действительно происходили в её жизни. Согласно такому описанию, зимой во время метели у чугунной печи появилось три шара. Они возникли у печной трубы, затем покатились по полу и исчезли. При этом за ними гналась с метлой Каролина Ингаллс — мать писательницы.
- 30 апреля 1877 года шаровая молния влетела в центральный храм Амритсара (Индия) — Хармандир Сахиб. Явление наблюдало несколько человек, пока шар не покинул помещение через переднюю дверь. Этот случай запечатлён на воротах Даршани Деоди.
- 22 ноября 1894 года в городе Голден, штат Колорадо (США), появилась шаровая молния, которая просуществовала неожиданно долго. Как сообщала газета «Голден Глоб»: «В ночь на понедельник в городе можно было наблюдать красивое и странное явление. Поднялся сильный ветер и воздух, казалось, был наполнен электричеством. Те, кто той ночью оказался рядом со школой, могли наблюдать, как огненные шары летали друг за другом в течение получаса. В этом здании находятся электрические и динамо-машины производства, возможно, лучшего завода во всём штате. Вероятно, в минувший понедельник к узникам динамо-машин прибыла делегация прямо из облаков. Определённо, этот визит удался на славу, равно как и та неистовая игра, которую они вместе затеяли».
- В июле 1907 года на западном побережье Австралии в маяк на мысе Кабо-Натуралист ударила шаровая молния. Смотритель маяка Патрик Бэйрд лишился сознания, а явление описала его дочь Этель.
- Встреча с шаровой молнией описана в рассказе «Шаровая молния» русского писателя и исследователя Дальнего Востока Владимира Арсеньева[13].

### Современные свидетельства
- Во время Второй мировой войны пилоты сообщали о странных явлениях, которые могут быть истолкованы как шаровая молния[14]. Они видели маленькие шары, двигающиеся по необычной траектории. Эти явления стали называть foo fighters (рус. «некие истребители»).

Подводники многократно и последовательно сообщали о маленьких шаровых молниях, возникающих в замкнутом пространстве подводной лодки. Они появлялись при включении, выключении, или неверном включении батареи аккумуляторов, либо в случае отключения, или неверного подключения высокоиндуктивных электромоторов. Попытки воспроизвести явление, используя запасную батарею подводной лодки, оканчивались неудачами и взрывом.
- 6 августа 1944 года в шведском городе Уппсала шаровая молния прошла сквозь закрытое окно, оставив за собой круглую дырку около 5 см в диаметре. Явление наблюдали местные жители, также сработала система слежения за разрядами молнии, которая находится в отделении изучения электричества и молнии Уппсальского университета[15].
- В 1954 году физик Тар Домокош (Domokos Tar) наблюдал молнию в сильную грозу. Он описал увиденное достаточно подробно: «Это произошло тёплым летним днём на острове Маргарет на Дунае. Было где-то 25—27 градусов по Цельсию, небо быстро затянуло облаками, и приближалась сильная гроза. Вдалеке слышался гром. Поднялся ветер, начался дождь. Фронт грозы надвигался очень быстро. Поблизости не было ничего, где можно было бы укрыться, рядом только находился одинокий куст (высотой около 2 м), который гнуло ветром к земле. Влажность поднялась почти до 100 % из-за дождя. Вдруг прямо передо мной (приблизительно в 50 метрах) в землю ударила молния (на расстоянии в 2,5 м от куста). Такого грохота я никогда в своей жизни не слышал. Это был очень яркий канал 25—30 см в диаметре, он был точно перпендикулярен поверхности земли. Где-то две секунды было темно, а затем на высоте 1,2 м появился красивый шар диаметром 30—40 см. Он появился на расстоянии в 2,5 м от места удара молнии, так что это место удара было прямо посередине между шаром и кустом. Шар сверкал подобно маленькому солнцу и вращался против часовой стрелки. Ось вращения была параллельна земле и перпендикулярна линии „куст — место удара — шар“. У шара было также один-два красноватых завитка или хвостика, которые выходили направо назад (на север), но не такие яркие как сама сфера. Они влились в шар спустя доли секунды (~0,3 с). Сам шар медленно и с постоянной скоростью двигался по горизонтали по той же линии от куста. Его цвета были чёткими, а яркость — постоянной на всей поверхности. Вращения больше не было, движение происходило на неизменной высоте и с постоянной скоростью. Изменения в размерах я больше не заметил. Прошло ещё примерно три секунды — шар моментально исчез, причём совершенно беззвучно, хотя из-за шума грозы я мог и не расслышать». Сам автор предполагает, что разность температур внутри и вне канала обычной молнии с помощью порыва ветра сформировала некое вихревое кольцо, из которого потом образовалась наблюдаемая шаровая молния[16].
- 17 августа 1978 года группа из пяти советских альпинистов (Кавуненко, Башкиров, Зыбин, Копров, Коровкин) спускалась с вершины горы Трапеция и остановилась на ночлег на высоте 3900 метров. По свидетельству мастера спорта международного класса по альпинизму В. Кавуненко, в закрытой палатке появилась шаровая молния ярко-жёлтого цвета размером с теннисный мяч, которая продолжительное время хаотично перемещалась от тела к телу, издавая треск. Один из спортсменов, Олег Коровкин, погиб на месте от контакта молнии с областью солнечного сплетения, остальные смогли вызвать помощь и были доставлены в городскую больницу Пятигорска с большим количеством ожогов 4-й степени необъяснимого происхождения. Случай был описан Валентином Аккуратовым в статье «Встреча с огненным шаром» в январском выпуске журнала «Техника — молодёжи» за 1982 год[14].
- В 2008 году в Казани шаровая молния залетела в окно троллейбуса. Кондуктор — Ляля Хайбуллина[17] с помощью валидатора отбросила её в конец салона, где не было пассажиров и через несколько секунд произошёл взрыв. В салоне находилось 20 человек, никто не пострадал. Троллейбус вышел из строя, валидатор нагрелся и побелел, но остался в рабочем состоянии[17].
- 2011 год, село Гофицкое Лабинского района Краснодарского края, Россия. Весной-летом примерно в 15-17 ч по московскому времени небо заволокло тучами, что создавало ощущение начала сумерек. Один из очевидцев помогал знакомому загонять во двор баранов. Удерживая распахнутые наружу ворота, они смотрели в сторону возвышенностей на востоке по направлению к станице Отважной и оба заметили приближающийся издалека (около 500 м) светящийся шар. Он летел со стороны станицы Ахметовской (Лабинский р-н) над восточной частью с. Гофицкого параллельно реке Большая Лаба на высоте 7-10 м со скоростью 15-30 км/ч, то есть значительно медленнее, чем при свободном падении. Траектория полета была прямолинейной, с некоторым наклоном к горизонту. Шар снижался. Наблюдение длилось несколько минут. Шар размером с баскетбольный мяч (диаметром около 25 см) и цвета раскаленного докрасна металла искрился, как костер, но пламя отсутствовало. Он приблизился к воротам, «просочился» через зазор между их рамой и опорой с петлями, изменив свою форму, подобно жидкому веществу. Затем шар целиком вышел с другой стороны ворот, принял прежнюю форму, пролетел ещё примерно 1,5-2 м, приземлился на асфальтированную отмостку строения и с шипением сгорел. На воротах и на асфальте никаких следов воздействия не осталось. На месте приземления очевидцы обнаружили мелкие фрагменты, похожие на шлак. Случай и соответствующее расследование опубликованы в журнале РАН «Природа»[9].
- 10 июля 2011 года в чешском городе Либерец шаровая молния появилась в диспетчерском здании городских аварийных служб. Шар с двухметровым хвостом подпрыгнул к потолку прямо из окна, упал на пол, снова подпрыгнул к потолку, пролетел 2—3 метра, а затем упал на пол и исчез. Это испугало сотрудников, которые почувствовали запах горелой проводки, и посчитали, что начался пожар. Все компьютеры зависли (но не сломались), коммуникационное оборудование выбыло из строя на ночь, пока его не починили. Кроме того, был уничтожен один монитор[18].
- 4 августа 2012 года шаровая молния напугала сельчанку в Пружанском районе Брестской области[19]. Как рассказывает газета «Раённыя будні», шаровая молния влетела в дом во время грозы. Причём, как рассказала изданию хозяйка дома Надежда Владимировна Остапук, окна и двери в доме были закрыты и женщина так и не смогла понять, каким образом огненный шар проник в помещение. К счастью, женщина догадалась, что не стоит делать резких движений, и осталась просто сидеть на месте, наблюдая за молнией. Шаровая молния пролетела над её головой и разрядилась в электропроводку на стене. В результате необычного природного явления никто не пострадал, лишь была повреждена внутренняя отделка комнаты, сообщает издание.
- 27 июля 2015 года трое жителей района Митино города Москвы во время прохождения грозового фронта независимо друг от друга сняли на видео перемещение в небе крупного светящегося объекта. Сначала шаровая молния двигалась со стороны Красногорска вместе с ветром, но через две-три минуты развернулась и полетела в противоположном направлении. Рядом с вышкой ЛЭП шар вёл себя так же, как если бы её поблизости не было, — начал быстро подниматься к грозовому облаку. Сотрудники Института энергетических проблем химической физики им. В. Л. Тальрозе РАН проанализировали видеозаписи и сделали вывод, что диаметр шаровой молнии около 75 см и что её внешняя «оболочка» заряжена положительно: её притянуло к нижней части грозового облака, обычно имеющей мощный отрицательный заряд.[20]
- 3 июля 2025 жители Альберты запечатлили шаровую молнию на видео во время шторма. Один из очевидцев описал явление: "После довольно сильного удара молнии мы увидели огненный шар... примерно в 20 футах (6 метрах) над землей."[21]

## Искусственное воспроизведение явления

### Обзор подходов для искусственного воспроизведения
Поскольку в появлении шаровых молний прослеживается явная связь с другими проявлениями атмосферного электричества (например, обычной молнией), то большинство опытов проводилось по следующей схеме: создавался газовый разряд (о свечении газовых разрядов широко известно), и затем искались условия, когда светящийся разряд мог бы существовать в виде сферического тела. Но у исследователей возникают только кратковременные газовые разряды сферической формы, живущие максимум несколько секунд, что не соответствует свидетельствам очевидцев природной шаровой молнии. А. М. Хазен выдвинул идею генератора шаровых молний, состоящего из антенны передатчика СВЧ, длинного проводника и импульсного генератора высокого напряжения.

### Список заявлений
Было сделано несколько заявлений о получении шаровой молнии в лабораториях, но в основном к этим заявлениям сложилось скептическое отношение в академической среде. Остаётся открытым вопрос: «Действительно ли наблюдаемые в лабораторных условиях явления тождественны природному явлению шаровой молнии»?
- Первыми опытами и заявлениями можно считать работы Теслы[23] в конце XIX века. В своей краткой заметке он сообщает, что, при определённых условиях, зажигая газовый разряд, он, после выключения напряжения, наблюдал сферический светящийся разряд диаметром 2-6 см. Однако Тесла не сообщал подробности своего опыта, так что воспроизвести эту установку затруднительно.
- Первые подробные исследования светящегося безэлектродного разряда были проведены только в 1942 году советским электротехником Бабатом: ему удалось на несколько секунд получить сферический газовый разряд внутри камеры с низким давлением.
- Капица смог получить сферический газовый разряд при атмосферном давлении в гелиевой среде. Добавки различных органических соединений меняли яркость и цвет свечения.

Эти наблюдения привели к мысли, что шаровая молния — тоже явление, создаваемое высокочастотными колебаниями, возникающими в грозовых облаках после обычной молнии. Таким образом подводилась энергия, необходимая для поддержания продолжительного свечения шаровой молнии. Эта гипотеза была опубликована в 1955 г. Через несколько лет у нас появилась возможность возобновить эти опыты. В марте 1958 г. уже в шаровом резонаторе, наполненном гелием при атмосферном давлении, в резонансном режиме при интенсивных непрерывных колебаниях типа Нох возникал свободно парящий газовый разряд овальной формы. Этот разряд образовывался в области максимума электрического поля и медленно двигался по кругу, совпадающему с силовой линией.
Оригинальный текст (англ.)These observations led us to the suggestion that the ball lightening may be due to high frequency waves, produced by a thunderstorm cloud after the conventional lightening discharge. Thus the necessary energy is produced for sustaining the extensive luminosity, observed in a ball lightening. This hypothesis was published in 1955. After some years we were in a position to resume our experiments. In March 1958 in a spherical resonator filled with helium at atmospheric pressure under resonance conditions with intense He oscillations we obtained a free gas discharge, oval in form. This discharge was formed in the region of the maximum of the electric field and slowly moved following the circular lines of force.
— Фрагмент нобелевской лекции Капицы.
- В литературе[24] описана схема установки, на которой авторы воспроизводимо получали некие плазмоиды со временем жизни до 1 секунды, похожие на «природную» шаровую молнию.
- Науер[25] в 1953 и 1956 годах сообщал о получении светящихся объектов, наблюдаемые свойства которых полностью совпадают со свойствами световых пузырей.

## Попытки теоретического объяснения
Экспериментальная проверка существующих теорий затруднена. Даже если считать только предположения, опубликованные в серьёзных научных журналах, то количество теоретических моделей, которые с разной степенью успеха описывают явление и отвечают на эти вопросы, довольно велико.

### Классификация теорий
- По признаку места энергетического источника, поддерживающего существование шаровой молнии, теории можно разделить на два класса:
  - предполагающие внешний источник;
  - предполагающие нахождение источника внутри шаровой молнии.

### Обзор существующих теорий
- Гипотеза Курдюмова С. П. о существовании диссипативных структур в неравновесных средах: «…Самые простейшие проявления процессов локализации в нелинейных средах — вихри… Они имеют определённые размеры, время существования, могут самопроизвольно зарождаться при обтекании тел, возникать и исчезать в жидкостях и газах в режимах перемежаемости, близких к турбулентному состоянию. Примером могут служить солитоны, возникающие в различных нелинейных средах. Ещё сложнее (с точки зрения определённых математических подходов) — диссипативные структуры… на определённых участках среды может иметь место локализация процессов в виде солитонов, автоволн, диссипативных структур… важно выделить… локализацию процессов на среде в виде структур, имеющих определённую форму, архитектуру»[26].
- Гипотеза Капицы П. Л. о резонансной природе шаровой молнии во внешнем поле: между облаками и землёй возникает стоячая электромагнитная волна, и когда она достигает критической амплитуды, в каком-либо месте (чаще всего, ближе к земле) возникает пробой воздуха, образуется газовый разряд. В этом случае шаровая молния оказывается как бы «нанизана» на силовые линии стоячей волны и будет двигаться вдоль проводящих поверхностей. Стоячая волна тогда отвечает за энергетическую подпитку шаровой молнии. («… При достаточном напряжении электрического поля должны возникнуть условия для безэлектродного пробоя, который путём ионизационного резонансного поглощения плазмой должен развиться в светящийся шар с диаметром, равным примерно четверти длины волны»)[27][28].
- Гипотеза Широносова В. Г.: предложена самосогласованная резонансная модель шаровой молнии на основе работ и гипотез: Курдюмова С. П. (о существовании локализованных диссипативных структур в неравновесных средах); Капицы П. Л. (о резонансной природе шаровой молнии во внешнем поле). Резонансная модель шаровой молнии П. Л. Капицы наиболее логично объяснив многое, не объяснила главного — причин возникновения и длительного существования интенсивных коротковолновых электромагнитных колебаний во время грозы. Согласно выдвинутой теории внутри шаровой молнии, помимо предполагаемых П. Л. Капицей коротковолновых электромагнитных колебаний, существуют дополнительные значительные магнитные поля в десятки мегаэрстед. В первом приближении, шаровую молнию можно рассматривать как самоустойчивую плазму — «удерживающую» саму себя в собственных резонансных переменных и постоянных магнитных полях. Резонансная самосогласованная модель шаровой молнии, позволила объяснить не только её многочисленные загадки и особенности качественно и количественно, но и в частности наметить путь экспериментального получения шаровой молнии и аналогичных самоустойчивых плазменных резонансных образований, управляемых электромагнитными полями. Любопытно заметить, что температура такой самоудерживающейся плазмы в понимании хаотического движения будет «близка» к нулю из-за строго упорядоченного синхронного движения заряженных частиц. Соответственно время жизни такой шаровой молнии (резонансной системы) велико и пропорционально её добротности[29].
- Принципиально другая гипотеза Смирнова Б. М., занимавшегося проблемой шаровой молнии много лет. В его теории ядро шаровой молнии — это переплетённая ячеистая структура, нечто вроде аэрогеля, которая обеспечивает прочный каркас при малом весе. Только нити каркаса — это нити плазмы, а не твёрдого тела. И энергетический запас шаровой молнии целиком скрывается в огромной поверхностной энергии такой микропористой структуры. Термодинамические расчёты на основе этой модели, не противоречат наблюдаемым данным[30][31].
- Ещё одна теория объясняет всю совокупность наблюдаемых явлений термохимическими эффектами, происходящими в насыщенном водяном паре в присутствии сильного электрического поля. Энергетика шаровой молнии здесь определяется теплотой химических реакций с участием молекул воды и их ионов. Автор теории уверен, что она даёт чёткий ответ на загадку шаровой молнии[32].
- Гипотеза Дьякова А. В. предполагает наличие в природной шаровой молнии значительного количество вещества в твердом или жидком агрегатном состоянии, а также возможность протекания химических процессов, схожих с горением термитных смесей[9]. На основании анализа множества свидетельств очевидцев автор приходит к выводу, что плотность вещества в шаровой молнии может заметно превосходить плотность окружающей среды, при этом левитация светящегося образования становится парадоксальной. Подкрепляет эту гипотезу не только почти совпадающий химический состав фрагментов с результатами оптической спектрометрии другой природной шаровой молнии, но и ряд работ по внедрению в лабораторный плазмоид кремнезема, железа, глины, почв и других природных веществ: как оказалось, аэрозоли мелкодисперсных оксидов железа не уменьшают время жизни плазмоида![33]
- Следующая теория предполагает, что шаровая молния — это тяжёлые положительные и отрицательные ионы воздуха, образовавшиеся при ударе обычной молнии, рекомбинации которых мешает их гидролиз. Под действием электрических сил они собираются в шар и могут довольно долго сосуществовать до тех пор, пока не разрушится их водяная «шуба». Это объясняет ещё и тот факт, как различный цвет шаровой молнии и его прямая зависимость от времени существования самой шаровой молнии — скорости разрушения водяных «шуб» и начало процесса лавинной рекомбинации.
- Согласно ещё одной теории, шаровая молния — это ридберговское вещество[34][35][неавторитетный источник]. Группа L.Holmlid. занимается приготовлением ридберговского вещества в лабораторных условиях пока отнюдь не с целью производства шаровых молний, а в основном с целью получения мощных электронных и ионных потоков, используя то, что работа выхода ридберговского вещества очень мала, несколько десятых электронвольта. Предположение, что шаровая молния является ридберговским веществом, описывает гораздо больше её наблюдаемых свойств, от способности возникать при разных условиях, состоять из разных атомов, и до способности проходить сквозь стены и восстанавливать шарообразную форму. Конденсатом ридберговского вещества пытаются также объяснить плазмоиды, получаемые в жидком азоте[36]. Использовалась модель шаровой молнии, основанная на пространственных ленгмюровских солитонах в плазме с двухатомными ионами[37].
- Неожиданный подход к объяснению природы шаровой молнии предлагается с 2003 года Торчигиным В. П., согласно которому шаровая молния является оптическим явлением и представляет собой обычный свет, циркулирующий в воздушной атмосфере [33]. Такой свет ввинчивается в атмосферу земли в направлении увеличения плотности воздуха. Это свойство полностью объясняет все аномалии шаровой молнии. С 2003 года опубликовано более трех десятков статей в ведущих международных журналах, в которых дано объяснение всем известным аномалиям шаровой молнии. В статье V.P. Torchigin Ball Lightning as a Bubble of Light: Existence and Stability. Optik 193 (2019) 162961 приведен полный список работ по такому подходу. Автор полагает, что объект в виде циркулирующего света является единственным из известных объектов, рассматриваемых в качестве шаровой молнии, который обладает полным набором наблюдаемых аномальных свойств шаровой молнии. Любые объекты, в состав которых входят любые частицы (плазма, кластеры и пр.), не могут догнать летящий самолёт, не могут двигаться против ветра, не могут проникать в помещения сквозь стекла, не повреждая их, не имея органов чувств, не могут найти отверстие в стене, чтобы через него проникнуть в помещение. Явления, ответственные за возникновение и аномальное поведение шаровой молнии были известны в XIX веке. Тогда же могла быть разгадана тайна шаровой молнии.
- Что касается попыток лабораторного воспроизведения шаровых молний, то Науер[25] в 1953 и 1956 годах сообщал о получении светящихся объектов, наблюдаемые свойства которых полностью совпадают со свойствами световых пузырей. Свойства световых пузырей можно получить теоретически на основе общепринятых физических законов. Наблюдаемые Науером объекты не подвержены действию электрических и магнитных полей, излучают свет со своей поверхности, они могут обходить препятствия и сохраняют целостность после проникновения через небольшие отверстия. Науер предполагал, что природа этих объектов никак не связана с электричеством. Относительно малое время жизни таких объектов (несколько секунд) объясняется малой запасённой энергией из-за слабой мощности используемого электрического разряда. При увеличении запасённой энергии увеличивается степень сжатия воздуха в оболочке светового пузыря, что ведёт к улучшению способности световода ограничивать циркулирующий в нём свет и к соответствующему увеличению времени жизни светового пузыря. Работы Науера представляют собой уникальный[источник не указан 3321 день] случай, когда экспериментальное подтверждение теории появилось на 50 лет раньше самой теории.
- В работах М. Дворникова[37][38][39][40][41][42][43][44] была разработана модель шаровой молнии, основанная на сферически симметричных нелинейных осцилляциях заряженных частиц в плазме. Данные осцилляции были рассмотрены в рамках классической[37][39][40] и квантовой механики[38][41][42][43][44]. Обнаружено, что наиболее интенсивные осцилляции плазмы происходят в центральных областях шаровой молнии. Высказано предположение[41][43][44], что в шаровой молнии могут возникать связанные состояния радиально осциллирующих заряженных частиц с противоположно ориентированными спинами — аналог куперовских пар, что в свою очередь может приводить к возникновению сверхпроводящей фазы внутри шаровой молнии. Ранее идея о сверхпроводимости в шаровой молнии высказывалась в работах[45][46]. Также, в рамках предложенной модели исследована возможность возникновения шаровой молнии с составным ядром[42].
- Австрийские учёные из Университета Инсбрука Йозеф Пеер и Александр Кендль в своей работе, опубликованной в научном журнале Physics Letters A[47], описали воздействие магнитных полей, возникающих при разряде молнии, на головной мозг человека. По их словам, в зрительных центрах коры головного мозга возникают так называемые фосфены — зрительные образы, которые появляются у человека при воздействии на мозг или зрительный нерв сильных электромагнитных полей. Учёные сравнивают такое воздействие с транскраниальной магнитной стимуляцией (ТМС), когда на кору головного мозга направляются магнитные импульсы, провоцируя появление фосфенов. ТМС часто применяется в качестве диагностической процедуры в амбулаторных условиях. Таким образом, считают физики, когда человеку кажется, что перед ним шаровая молния, на самом деле это — фосфены. «Когда кто-то находится в радиусе нескольких сотен метров от удара молнии, в глазах на несколько секунд может возникнуть белое пятно, — объясняет Кендль. — Это происходит под воздействием на кору головного мозга электромагнитного импульса».
- Российский математик М. И. Зеликин предложил объяснение феномена шаровой молнии, основанное на пока не подтверждённой гипотезе о сверхпроводимости плазмы[46].
- В работе А. М. Хазена[48][49] разработана модель шаровой молнии как стационарно существующего в электрическом поле грозы плазменного сгустка с неоднородной диэлектрической проницаемостью. Электрический потенциал описывается уравнением типа уравнения Шрёдингера.
- В 1982 г. Г П. Гладышев предложил физико-химическую модель шаровой молнии[50][51][52]. Согласно этой модели шаровая молния является диффузионным пламенем горения азота, поддерживаемым атмосферными постоянными токами. Модель согласуется с расчётами и известными данными.
- В работах Г. Д. Шабанова, например[53][54], приводится комплексная гипотеза возникновения и вывод характеристик «средней шаровой молнии» и эксперименты, её подтверждающие.

- Fedosin представил модель, в которой внутри шаровой молнии находятся заряженные ионы, а в оболочке вращаются электроны, создавая магнитное поле.[55] Долговременная стабильность шаровой молнии обеспечивается балансом электрических и магнитных сил. Электрическая сила, действующая на электроны от объёмного положительного заряда ионов, является центростремительной силой, удерживающей электроны при их вращении. В свою очередь, ионы удерживаются магнитным полем, которое заставляет их вращаться вокруг линий магнитного поля. Модель предсказывает предельный диаметр шаровой молнии 34 см, при этом молния имеет заряд порядка 10 микрокулон и заряжена положительно, а энергия молнии достигает 11 килоджоулей.[56][57] Электронно-ионная модель описывает не только шаровую молнию, но ещё и чёточную молнию, возникающую как правило при распаде линейной молнии. По известным размерам чёток чёточной молнии удаётся вычислить электрический заряд отдельной чётки и её магнитное поле. Электрические силы отталкивания соседних чёток уравновешиваются магнитными силами их притяжения. Поскольку электромагнитные силы между чётками существенно превышают силу напора ветра, чётки остаются на своих местах до момента угасания чёточной молнии.

### Статьи
- Р. Ф. Авраменко, В. А. Гришин, В. И. Николаева, А. С. Пащина, Л. П. Поскачеева. Экспериментальные и теоретические исследования особенностей формирования плазмоидов // Прикладная физика, 2000, N3, с.167-177.
- А. Х. Амиров, В. Л. Бычков. Влияние грозовых атмосферных условий на свойства шаровых молний // ЖТФ, 1997, том 67, N4.
- Philip Ball. Focus: First Spectrum of Ball Lightning // Physics. — 2014. — Т. 7, № 5. — doi:10.1103/Physics.7.5.
- М. И. Зеликин. «Сверхпроводимость плазмы и шаровая молния». СМФН, том 19, 2006, с.45-69
- Игорь Иванов. Впервые получен спектр свечения шаровой молнии. Элементы.ру (20 января 2014). Дата обращения: 21 января 2014. Архивировано 21 января 2014 года.
- Смирнов Б. М. «Наблюдательные свойства шаровой молнии»//УФН, 1992, т.162, вып.8.
- Торчигин В. П., Торчигин А. В. Шаровая молния как концентрат света. // «Химия и жизнь», 2003, № 1, с. 47-49
- Shabanov G.D., Sokolovsky B.Yu. // Plasma Physics Reports. 2005. V31. № 6. P. 512
- Shabanov G.D. // Technical Physics Letters. 2002. V28. № 2. P. 164
- Журнал «Химическая физика», том 25, N3, 2006 (весь журнал посвящён шаровой молнии).
- Шабанов Г. Д. О возможности создания природной шаровой молнии импульсным разрядом нового вида в лабораторных условиях // УФН т. 189, 95-111 (2019).
- Шабанов Г. Д. О соотношении теоретической и экспериментальной составляющих в работах по шаровой молнии (ответ на комментарий М. Л. Шматова [УФН 190 107 (2020)] к статье «О возможности создания природной шаровой молнии импульсным разрядом нового типа в лабораторных условиях» [УФН 189 95 (2019)] // УФН т. 190, 110—111 (2020).
- А. В. Шавлов. «Параметры шаровой молнии, вычисляемые с помощью двухтемпературной плазменной модели»// 2008 г.
- Shavlov A.V., Dzhumandzhi V.A. Metastable state of three-component two-temperature plasma and fireball problem// Phys. Lett. A 377, 3131-3135, 2013

### Научно-популярные издания
- Арутюнов А. Л. Искусственная шаровая молния // Квант, 2005, № 4, с. 19.
- Серия статей в научно-популярных журнале «Техника молодежи»: 1982 (№ 1 — № 7), 1983 (№ 3), 1984 (№ 6), 1992 (№ 9) и др.
- Серия статей в научно-популярных журнале «Изобретатель и рационализатор»: 1982 (№ 5), 1983 (№ 1).
- «Наука и жизнь», 2009 (№ 7).

### Книги и отчёты
- Барри Дж. Шаровая молния. Чёточная молния. Пер. с англ. — М.: «Мир», 1983, 228 с.
- Леонов Р. А. Загадка шаровой молнии / Отв. ред. И. С. Стекольников; Академия наук СССР. — М.: Наука, 1965. — 76 с. — (Научно-популярная серия).
- Стаханов И.П. О физической природе шаровой молнии. — М.: Атомиздат, Энергоатомиздат, Научный мир, 1979, 1985, 1996. — 208; 240 с.
- С. Сингер Природа шаровой молнии. Пер. с англ. — М.: Мир, 1973, 239 с.
- Имянитов И. М., Тихий Д. Я. За гранью законов науки. — М.: Атомиздат, 1980
- Григорьев А. И. Шаровая молния. — Ярославль: ЯрГУ, 2006. 200 с.
- Лисица М. П., Валах М. Я. Занимательная оптика. Атмосферная и космическая оптика. — Киев: Логос, 2002, 256 с.
- Brand W. Der Kugelblitz. Hamburg, Henri Grand, 1923, перевод на русский
- Кунин В. Н. Шаровая молния на экспериментальном полигоне. — Владимир: Владимирский государственный университет, 2000, 84 с.
- Физики продлили жизнь «искусственной шаровой молнии»
- Учёные впервые сняли спектр шаровой молнии
- Хазен А. М. О возможном и невозможном в науке, или где границы моделирования интеллекта. — М.: Наука, 1988. — 381 с. — ISBN 5-02-013902-5.
- Сборник тезисов докладов под ред. проф. Смирнова Б. М. «Шаровая молния», М., ИВТАН, 1991 г. Содержит не только тезисы, но и доклады IV Всесоюзного семинара по шаровой молнии, октябрь-ноябрь 1990 г. Этот сборник и другие материалы по шаровой молнии можно посмотреть на сайте